# Yvonne Fricke

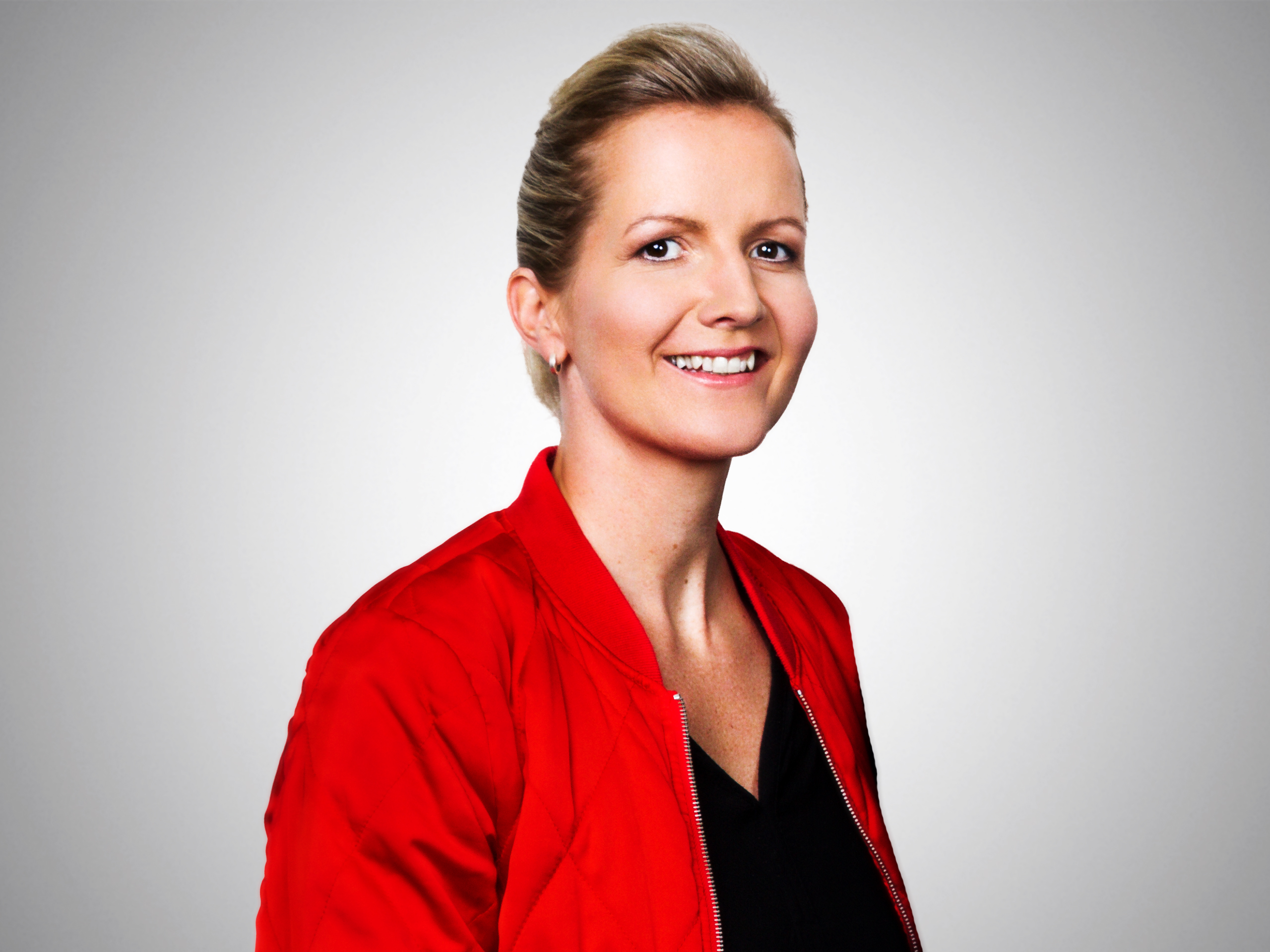
Yvonne Fricke

Yvonne Fricke (* 29. März 1979 in Greifswald) ist eine deutsche Buchautorin, Podcasterin, Programmdirektorin und Dozentin.

## Leben und Wirken
Fricke studierte in Greifswald Germanistik, Psychologie und Kommunikationswissenschaften. Nach dem Studium volontierte sie bei 105’5 Spreeradio in Berlin  und durchlief dort jede Position bis zur Programmdirektorin. Unter ihrer Verantwortung war 105'5 Spreeradio acht Mal für den Deutschen Radiopreis nominiert und hat ihn vier Mal gewonnen.
Seit 2016 veröffentlicht Fricke zusammen mit Nicole von Wagner „Ladylike“  einen wöchentlichen Podcast rund um Frauenthemen und Sexualität, der pro Woche bis zu 100.000 Hörer hat.
2018 gründete sie zusammen mit ihrer Geschäftspartnerin Nicole von Wagner die Firma Ladylike GbR.
Sie doziert außerdem an der Sigmund Freud Privatuniversität und engagiert sich als stellvertretende Vorsitzende für den Hörer helfen e.V.

## Veröffentlichungen
2022 veröffentlichte Yvonne Fricke gemeinsam mit Nicole von Wagner im Blanvalet Verlag ihr erstes Buch: „Da kann ja jede kommen“.

## Sonstiges
Yvonne Fricke ist passionierte Skat- und Pokerspielerin und hat an mehreren Turnieren erfolgreich teilgenommen. Außerdem moderierte sie mehrere Jahre das Skat Masters Finale in Berlin.